# Celte

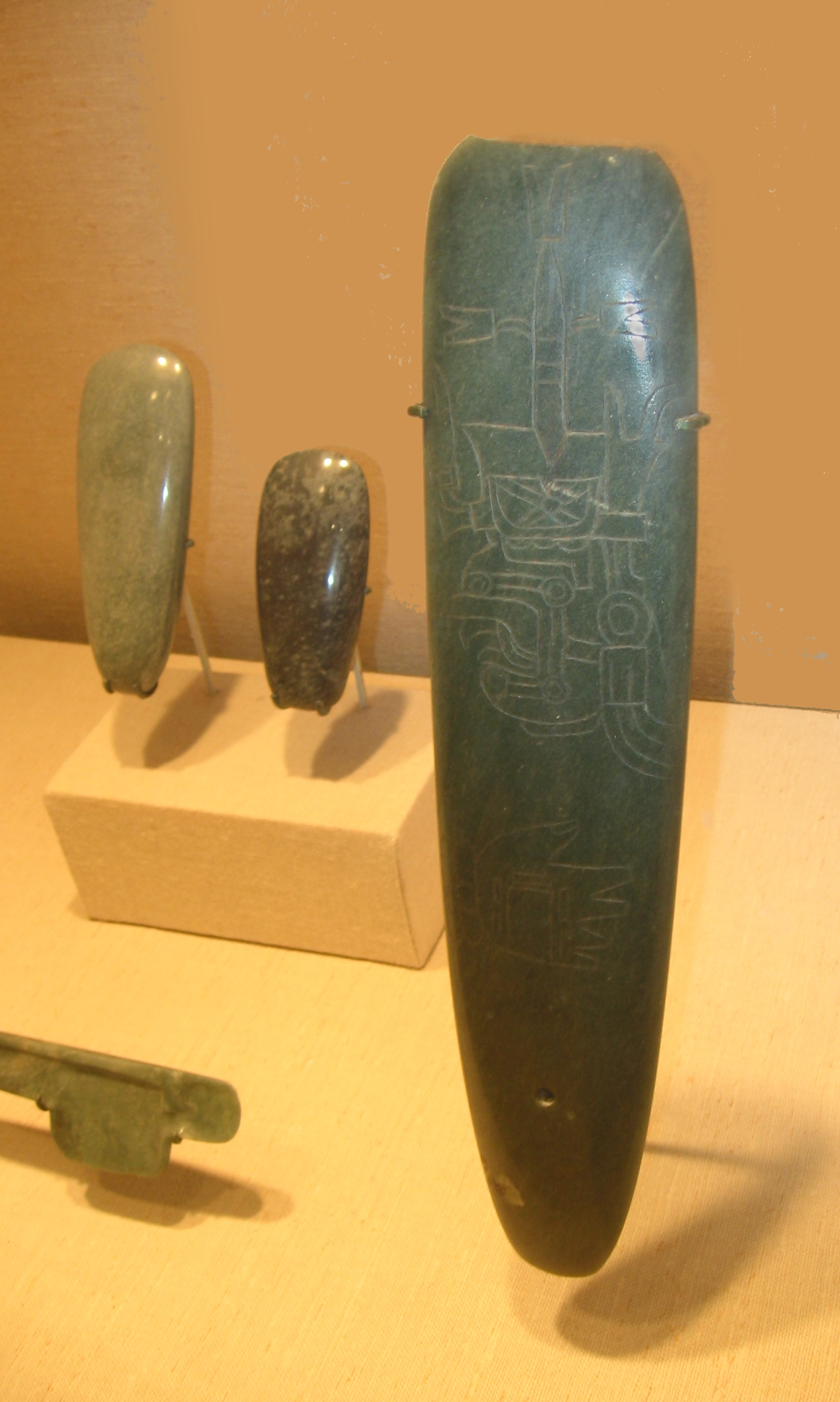
Três celtes olmecas. O que está em primeiro plano tem uma incisão com a imagem de uma figura olmeca.

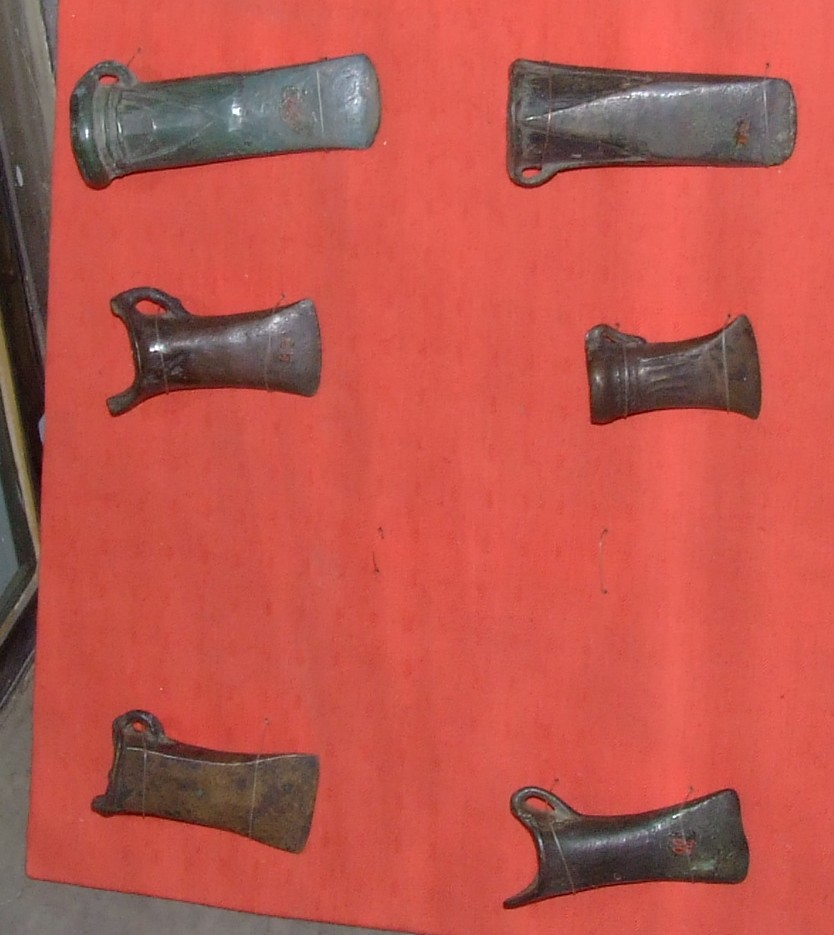
Celtes da Transilvânia

Em arqueologia, um celte (do latim celtis) é genericamente uma ferramenta cortante pré-histórica, geralmente longa, fina, de pedra ou bronze semelhante a uma enxó, enxada ou machado.
Um celte forma de sapato era uma ferramenta de pedra polida usada durante o início do Neolítico europeu para derrubar árvores e trabalhar madeira.

## Etimologia
O termo "celte" parece ter surgido de um erro de copista em muitas cópias manuscritas medievais de Jó 19:24 na Bíblia Vulgata Latina, que foi consagrada na edição impressa oficial de Sisto-Clementina de 1592. Onde todas as versões anteriores (o Codex Amiatinus, por exemplo) têm vel certe (o latim para 'mas certamente'), a Sisto-Clementina tem vel celte. O hebraico tem לעד (lā'aḏ) neste ponto, que significa 'para sempre'. Os editores do Oxford English Dictionary "[inclinam-se] a acreditar que celtis era uma palavra fantasma", simplesmente um erro ortográfico de certe. No entanto, alguns estudiosos ao longo dos anos trataram celtis como uma verdadeira palavra latina.
A partir do contexto de Jó 19:24 ("Oh, que minhas palavras fossem inscritas com uma ferramenta de ferro em chumbo, ou gravadas na rocha para sempre!"), a palavra latina celte foi assumida como sendo algum tipo de cinzel antigo. Antiquários do século XVIII, como Lorenz Beger, adotaram a palavra para as ferramentas de pedra e bronze que encontravam em sítios pré-históricos; o OED sugere que uma "conexão etimológica fantasiosa" com os celtas pré-históricos ajudou sua passagem para o uso comum.